# Виолончелист Госю
«Виолончелист Госю» (яп. セロ弾きのゴーシュ Сэро хики но Го:сю) — рассказ японского писателя Кэндзи Миядзавы, в котором рассказывается о юном виолончелисте, которому разобраться с музыкой помогают антропоморфные животные. Рассказ переведён на английский, итальянский и русский языки.

## Сюжет
Госю — прилежный, но посредственный виолончелист, который играет для небольшого местного оркестра. Во время репетиций он старается и работает изо всех сил, но это не мешает его дирижёру всё время ругаться на него. В течение четырёх ночей дома у мельницы к Госю приходили необычные говорящие животные. В первую ночь пришёл Кот и, дав ему незрелый помидор из его же сада, попросил сыграть детские сцены Шумана. Госю начал специально играть хаотичную музыку, заставив кота нервничать и в испуге убежать.
На следующий день прилетела кукушка и попросила Госю сыграть гамму на виолончели. Госю несколько раз попробовал подыграть песню, которую кукушка пела, однако Госю вскоре надоело играть монотонные звуки и он решил прогнать птицу. Та в испуге врезалась в его окно.
На третью ночь к нему пришла енотовидная собака — тануки и попросил сыграть композицию с уклоном на ударные ноты. Тануки указал, что Госю слишком медленно играет, хоть он и пытался играть как можно быстрее. Госю старается и у него получается лучше. После чего Тануки с благодарностью покинул дом.
На четвёртый день пришла мышка-мать со своим больным мышонком. Она попросила исцелить сына. Госю уверяет, что он не врач. Но мышка говорит, что только музыка сможет излечить маленьких животных. Госю положил мышонка у эфы виолончели и сыграл рапсодию. После этого мышонок снова забегал. Мать в слезах от счастья благодарила Госю.
На следующий день Госю блестяще сыграл Симфонию № 6 Бетховена на концерте. Ему громко аплодировали зрители и сам лично дирижёр похвалил. Когда Госю вернулся домой то он открыл окно, где кукушка ударилась головой и попросил прощения. В конце Госю играет вместе со всеми животными Пасторальную симфонию.

## Экранизации
Рассказ четырежды послужил основой для полнометражных мультфильмов. Мультипликационная адаптация 1953 года была кукольной.
Самый известный фильм о виолончелисте Госю снял в 1982 году Исао Такахата. Фильм был дублирован на киностудии «Союзмультфильм» в 1984 году. В советском дубляже роли озвучивали: Игорь Иванов (Госю), Всеволод Ларионов (дирижёр), Александр Леньков (кот),  Мария Виноградова (кукушка), Михаил Кононов (тануки), Людмила Гнилова (мышка-мать) и Светлана Степченко (мышонок).